# Aiguá
Aiguá és un municipi de l'Uruguai, ubicat al nord del departament de Maldonado. Es troba sobre l'encreuament de les rutes 39 i 109, 88 quilòmetres al nord de la capital departamental, la ciutat de Maldonado.

## Geografia
Es troba a 88 quilòmetres de la capital del departament, Maldonado, per la ruta 39, i a 178 quilòmetres de Montevideo per les rutes 13 i 8 en una vall envoltada de regions muntanyenques. Destaquen el turó del Pororó i la gruta de la Salamanca. Aiguá és vorejat pel rierol homònim.
Dins del municipi d'Aiguá es troba el punt més alt del país, el Cerro Catedral, amb 513,66 metres sobre el nivell del mar.

## Història
Aiguá va ser fundat el 1892 per Margarita Muniz. El 1906 va rebre la categoria de «poble» (pueblo), i el 1956 va ser declarada ciutat.
El nom d'«Aiguá» ve de la llengua guaraní i vol dir «aigua que fluïx».

## Població
Segons les dades del cens de l'any 2004, Aiguá tenia 2.676 habitants.
| Any  | Població |
| ---- | -------- |
| 1963 | 2.715    |
| 1975 | 2.470    |
| 1985 | 2.362    |
| 1996 | 2.567    |
| 2004 | 2.676    |

Font: Institut Nacional d'Estadística de l'Uruguai

## Govern
L'alcalde d'Aiguá, amb data de 2008, era Ruben Álvarez.